# Чат-бот

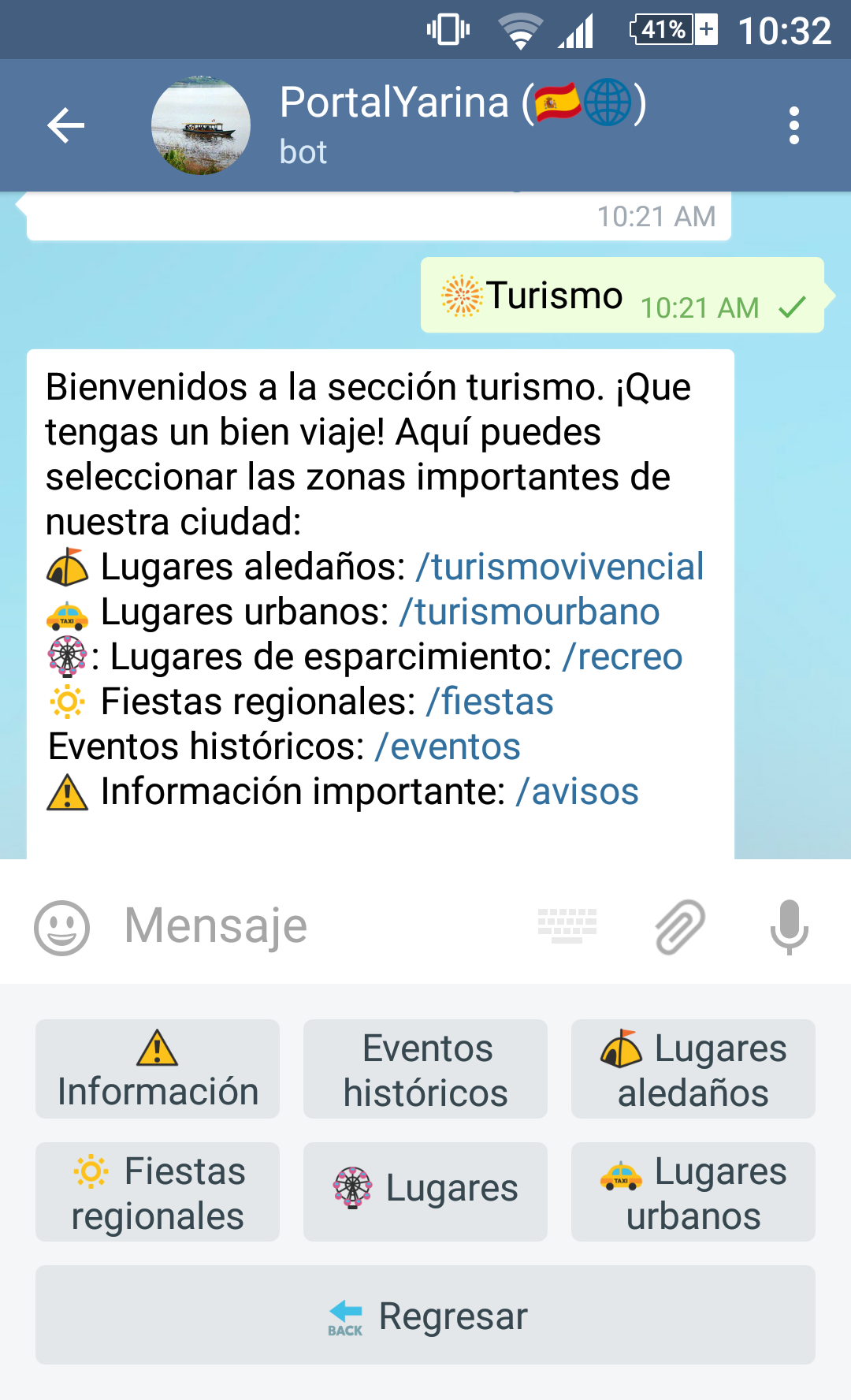
Приклад чатбота іспанською мовою

Чат-бот (англ. Chatbot) — це інтерфейс взаємодії кількох агентів (наприклад, людини та комп'ютерної програми), як правило, в аудіо- або текстовому форматі. Сучасні чат-боти можуть використовувати технології штучного інтелекту, зокрема, для розпізнавання природної мови. Чатбот використовують для виконання конкретних завдань (наприклад, отримання довідкової інформації, виконання розрахунків) або задля розваги.

## Термінологія
Термін «чатер-бот» (англ. ChatterBot) вперше вжив Майкл Маулдін (творець першого вербота, Julia) 1994 року, щоб описати розмовні програми, які дозволяють спілкування між чатерами, тобто, людиною і чатботом, який наділений штучним інтелектом.
Чат-боти є частиною віртуальних помічників, таких як Google Assistant, і доступні через програми багатьох організацій, вебсайти та платформи обміну миттєвими повідомленнями.
Одними з найпопулярніших месенджерів, які підтримують чатбот програми, є месенджери Telegram та Viber.
Незвичайність запропонованого тесту Тюрінга викликала великий інтерес до програми Джозефа Вейценбаума ELIZA, створеної 1966 року.

## Розробка
Зазвичай чат-бот пропонує користувачу обрати варіант серед запропонованих. Тобто отримання інформації або виконання інших задач відбувається шляхом вибору запропонованих відповідей, або запропонованих категорій, і користувач не вводить текст до вікна чату. Складніші боти надають можливість вводу тексту й отримування інформації відповідно до запиту користувача.
Віртуальні чат-боти дозволяють робити замовлення або спілкуватися в режимі онлайн.

## Історія
Класичними першими історичними чатботами вважаються ELIZA (1966) і PARRY (1972). Далі були створені A.L.I.C.E., Jabberwacky, D.U.D.E. та інші.
Чат-бот PARRY було створено американським психіатром Кеннетом Колбі 1972 року. Програма імітувала реакції пацієнта, хворого на параноїдальну шизофренію, що нагадувало мислення звичайної людини. PARRY працював за допомогою складної системи припущень, атрибуцій та «емоційних відповідей», його роботу на початку 1970-х перевіряли через тест Тюрінга.
Одним з найважливіших напрямків дослідження ШІ є обробка природної мови. Зазвичай слабкіші штучні інтелекти використовують спеціалізоване програмне забезпечення або мови програмування, створені спеціально для необхідної вузької функції. Наприклад, A.L.I.C.E. використовує мову розмітки, що називається AIML, яка є специфічною для його функції як розмовного агента, і відтоді вона широко використовується іншими розробниками, так званими Alicebots. Тим не менш, A.L.I.C.E. як і раніше, було побудовано виключно на основі методів узгодження зразків без будь-яких можливостей для обґрунтування, той самий метод ELIZA використовувався ще 1966 року. Це не слабкий штучний інтелект, який не потребує розумності та логічних розумових здібностей.
Чатбот Jabberwacky дізнається нові відповіді та контекст, що базуються на взаємодії користувачів в режимі реального часу, і не керується статичною базою даних. Деякі нещодавні чатботи також поєднують в реальному часі навчання з еволюційними алгоритмами, які оптимізують їхню здатність спілкуватися на основі кожної бесіди. Утім, нині немає розмовного штучного інтелекту загального призначення, і деякі розробники програмного забезпечення зосереджують увагу на практичному аспекті пошуку інформації.
Змагання чатботів зосереджуються на тесті Тюрінга або більш конкретних цілях. Два таких щорічних конкурси — премія Льобнера (англ. Loebner Prize) та The Chatterbox Challenge.

## Види чатботів
За сферою застосування чат-боти поділяють на:
- p2p — персональні комунікації (для особистого спілкування);
- b2c — споживчі (підтримка клієнтів компанії на корпоративному сайті та в мобільних додатках).

## Чатботи у месенджерах
Facebook Messenger стає дедалі популярнішим як повсякденний спосіб спілкування. Він може похвалитися 1,2 мільярдами активних користувачів, тобто вдвічі більше за Instagram і так само, як у WhatsApp. У 2016 році Facebook Messenger дозволив розробникам розміщувати чатботів на своїй платформі. За перші шість місяців для Messenger було створено 30 тисяч ботів, які зросли до 100 000 на рік.

## Чатботи у космосі
Цікавим і перспективним напрямком в проєкті Lunar Gateway, який розробляється в дослідницькому центрі NASA, є розробка власного аналога ChatGPT для використання ШІ у космосі. У перспективі він дасть змогу астронавтам комунікувати з космічними кораблями та МКС у голосовому режимі. Розробники впевнені, що космічні чат-боти також проявлятимуть високу ефективність без доступу до суперкомп'ютерів, яких у космосі не може бути.

## Соціальна сфера застосування чат-ботів
Актуальне застосування чатботів в соціальній сфері: мед-боти, чат-боти поліції, чат-бот «СтопНаркотик», чат-бот «Кіберпес», муніципальні чат-боти та чат-боти для працевлаштування.